# جکسونویل، میسوری
جکسونویل (به انگلیسی: Jacksonville) یک روستا (ایالات متحده آمریکا) در ایالات متحده آمریکا است که در شهرستان رندولف، میزوری واقع شده‌است.
 جکسونویل ۰٫۲۹ کیلومتر مربع مساحت و ۱۵۱ نفر جمعیت دارد و ۲۶۳ متر بالاتر از سطح دریا واقع شده‌است.